# Чатфилд (тауншип, Миннесота)
Чатфилд (англ. Chatfield) — тауншип в округе Филмор, Миннесота, США. На 2000 год его население составило 489 человек.

## География
По данным Бюро переписи населения США площадь тауншипа составляет 89,5 км², из которых 89,5 км² занимает суша, водоёмов нет.

## Демография
По данным переписи населения 2000 года здесь находились 489 человек, 181 домохозяйство и 148 семей. Плотность населения —  5,5 чел./км².  На территории тауншипа расположено 185 построек со средней плотностью 2,1 построек на один квадратный километр. Расовый состав населения: 99,39 % белых, 0,20 % афроамериканцев и 0,41 % приходится на две или более других рас. Испанцы или латиноамериканцы любой расы составляли 0,20 % от популяции тауншипа.
Из 181 домохозяйства в 35,9 % воспитывались дети до 18 лет, в 77,3 % проживали супружеские пары, в 2,2 % проживали незамужние женщины и в 18,2 % домохозяйств проживали несемейные люди. 14,4 % домохозяйств состояли из одного человека, при том 5,5 % из — одиноких пожилых людей старше 65 лет. Средний размер домохозяйства — 2,70, а семьи — 3,03 человека.
26,8 % населения — младше 18 лет, 4,9 % — в возрасте от 18 до 24 лет, 28,6 % — от 25 до 44, 29,9 % — от 45 до 64, и 9,8 % — старше 65 лет. Средний возраст — 38 лет. На каждые 100 женщин приходилось 119,3 мужчин.  На каждые 100 женщин старше 18 приходилось 110,6 мужчин.
Средний годовой доход домохозяйства составлял 48 182 доллара, а средний годовой доход семьи —  49 722 доллара. Средний доход мужчин —  38 750  долларов, в то время как у женщин — 22 589. Доход на душу населения составил 20 317 долларов. За чертой бедности находились 6,0 % семей и 7,3 % всего населения тауншипа, из которых 9,1 % младше 18 лет.